# Bell Arthur
Bell Arthur è un census-designated place (CDP) degli Stati Uniti d'America, situato nello stato della Carolina del Nord, nella contea di Pitt. Secondo il censimento del 2020 gli abitanti di Bell Arthur ammontavano a 477.